# Jeffrey Tambor
Jeffrey Michael Tambor (San Francisco, 1944. július 8. –) Golden Globe- és kétszeresen Primetime Emmy-díjas amerikai színész.

## Élete és pályafutása
Elsőként a The Ropers (1979–1980) és a The Larry Sanders Show (1992–1998) című sorozatokban tűnt fel fontosabb szerepekben. Ezt követte Az ítélet: család, ebben 2003 és 2019 között szerepelt kisebb-nagyobb kihagyásokkal. 2014 és 2017 között a Nincs titok című vígjáték-drámasorozat főszereplője volt, Maura Pfefferman megformálásával két Primetime Emmy- és egy Golden Globe-díjat nyert.
Filmjei közé tartozik Az igazság mindenkié (1979), A kispapa (1983), a Keresd a nőt! (1998), A Grincs (2000), a Pokolfajzat (2004) és annak 2008-as folytatása, valamint a Másnaposok-trilógia (2009–2013). 2016-ban A könyvelő című filmthriller mellékszereplője volt, 2017-ben Georgij Malenkov szovjet politikust formálta meg a Sztálin halála című szatírában.
Szinkronszínészként szerepelt olyan mesefilmekben, mint a Spongyabob – A mozifilm (2004), a Szörnyek az űrlények ellen (2009), az Aranyhaj és a nagy gubanc (2010) vagy a Trollok (2016).

## Filmográfia

### Film
| Év   | Magyar cím                     | Eredeti cím                                          | Szerep                         | Magyar hang      |
| ---- | ------------------------------ | ---------------------------------------------------- | ------------------------------ | ---------------- |
| 1972 |                                | The Summertime Killer                                | "Sully" Tambor                 |                  |
| 1979 | Az igazság mindenkié           | ...And Justice for All                               | Jay Porter                     | Kautzky Armand   |
| 1981 |                                | Saturday the 14th                                    | Waldemar                       |                  |
| 1983 |                                | The Man Who Wasn't There                             | Boris Potemkin                 |                  |
| 1983 | A kispapa                      | Mr. Mom                                              | "Jinx" Latham                  | Orosz István     |
| 1984 | Fotós szerelem                 | No Small Affair                                      | Ken                            | Orosz István     |
| 1984 |                                | The Dream Chasers                                    | Jeffrey Bauman                 |                  |
| 1985 |                                | Desert Hearts                                        | Jerry                          |                  |
| 1987 | Bunyó háromkor                 | Three O'Clock High                                   | Mr. Rice                       | Gardi Tamás      |
| 1989 | Brenda Starr                   | Brenda Starr                                         | Vladimir                       | Varga T. József  |
| 1990 | Lisa                           | Lisa                                                 | Mr. Marks                      | Versényi László  |
| 1990 |                                | Pastime                                              | Peter LaPorte                  |                  |
| 1991 | Az élet büdös                  | Life Stinks                                          | Vance Crasswell                | Harsányi Gábor   |
| 1991 | Irány Colorado!                | City Slickers                                        | Lou                            | Kapácsy Miklós   |
| 1992 | A 99-es paragrafus             | Article 99                                           | Dr. Leo Krutz                  | Lázár Sándor     |
| 1992 | Túl a hídon                    | Crossing the Bridge                                  | Alby nagybácsi                 | Barbinek Péter   |
| 1993 |                                | Living and Working in Space: The Countdown Has Begun | Dr. Stockton                   |                  |
| 1993 |                                | A House in the Hills                                 | Willie                         |                  |
| 1994 | Gyilkosság egyenes adásban     | Radioland Murders                                    | Walt Whalen Jr.                |                  |
| 1995 | Nehézfiúk                      | Heavyweights                                         | Maury Garner                   | Orosz István     |
| 1996 | Kölcsönkinyír visszajár        | Big Bully                                            | Art Lundstrom                  | Vass Gábor       |
| 1998 | Dr. Dolittle                   | Dr. Dolittle                                         | Dr. Fish                       | Szélyes Imre     |
| 1998 | Keresd a nőt!                  | There's Something About Mary                         | "Sully"                        | Konrád Antal     |
| 1998 | Ha eljön Joe Black             | Meet Joe Black                                       | Quince                         | Helyey László    |
| 1999 | Szexi számok                   | My Teacher's Wife                                    | Jack Boomer                    | Jakab Csaba      |
| 1999 | Muppet-show az űrből           | Muppets from Space                                   | K. Edgar Singer                | Barbinek Péter   |
| 1999 | Bosszúból jeles                | Teaching Mrs. Tingle                                 | Richard "Spanky" Wenchell edző | Melis Gábor      |
| 1999 | Észvesztő                      | Girl, Interrupted                                    | Dr. Melvin Potts               | Dengyel Iván     |
| 2000 | Pollock                        | Pollock                                              | Clement Greenberg              | Izsóf Vilmos     |
| 2000 | A Grincs                       | How the Grinch Stole Christmas                       | Augustus Mayki polgármester    | Szilágyi Tibor   |
| 2001 |                                | Never Again                                          | Christopher                    |                  |
| 2001 | Jobbulást, Bobby!              | Get Well Soon                                        | Mitchell                       |                  |
| 2003 | Született bankrablók           | Scorched                                             | banki alkalmazott              |                  |
| 2003 | A fehér csóka                  | Malibu's Most Wanted                                 | Dr. Feldman                    | Izsóf Vilmos     |
| 2003 | A főnököm lánya                | My Boss's Daughter                                   | Ken                            | Izsóf Vilmos     |
| 2003 | Napsütötte Toszkána            | Under the Tuscan Sun                                 | válóperes ügyvéd               | Konrád Antal     |
| 2004 | Eurotúra                       | EuroTrip                                             | Mr. Thomas, Scott apja         | Cs. Németh Lajos |
| 2004 | Pokolfajzat                    | Hellboy                                              | Tom Manning                    | Tahi Tóth László |
| 2004 | Majom bajom                    | Funky Monkey                                         | Crane edző                     | Konrád Antal     |
| 2004 | Spongyabob – A mozifilm        | The SpongeBob SquarePants Movie                      | Neptunusz király (hangja)      | Ujlaki Dénes     |
| 2007 |                                | Super Sleuth Christmas Movie                         | Santa Claus (hangja)           |                  |
| 2007 | Tudathasadás                   | Slipstream                                           | Geek / Jeffrey / Dr. Geekman   | Forgács Gábor    |
| 2008 | Superhero Movie                | Superhero Movie                                      | Dr. Whitby                     | Bartók László    |
| 2008 | Hellboy II. – Az aranyhadsereg | Hellboy II: The Golden Army                          | Tom Manning                    | Forgács Gábor    |
| 2009 | Szörnyek az űrlények ellen     | Monsters vs. Aliens                                  | Carl Murphy (hangja)           | Cs. Németh Lajos |
| 2009 | Másnaposok                     | The Hangover                                         | Sid Garner                     | Forgács Gábor    |
| 2009 | Lódító hódító                  | The Invention of Lying                               | Anthony James                  | Konrád Antal     |
| 2010 | Végjáték                       | Operation: Endgame                                   | Ördög                          | Forgács Gábor    |
| 2010 | Aranyhaj és a nagy gubanc      | Tangled                                              | Nagyorrú bandita (hangja)      | Magyar Bálint    |
| 2010 | Scooby-Doo! Abrakadabra!       | Scooby-Doo! Abracadabra-Doo                          | Mr. Calvin Curdles (hangja)    | Epres Attila     |
| 2011 | Győzzünk már!                  | Win Win                                              | Stephen Vigman                 | Varga T. József  |
| 2011 | Bankcsapda                     | Flypaper                                             | Gordon Blythe                  | Konrád Antal     |
| 2011 | Paul                           | Paul                                                 | Adam Shadowchild               | Kajtár Róbert    |
| 2011 |                                | Meeting Spencer                                      | Harris Chapell                 |                  |
| 2011 | Tetemes összeg                 | Lucky                                                | Waylon nyomozó                 | Tahi Tóth László |
| 2011 | Másnaposok 2.                  | The Hangover Part II                                 | Sid Garner (cameo)             | Forgács Gábor    |
| 2011 | Mr. Popper pingvinjei          | Mr. Popper's Penguins                                | Mr. Gremmins                   |                  |
| 2012 |                                | For the Love of Money                                | Mr. Solomon                    |                  |
| 2012 | A márkák háborúja              | Branded                                              | Bob Gibbons                    | Barbinek Péter   |
| 2013 | Másnaposok 3.                  | The Hangover Part III                                | Sid Garner (cameo)             | Forgács Gábor    |
| 2014 |                                | The Clockwork Girl                                   | Wilhelm (hangja)               |                  |
| 2014 | Kellemetlen karácsonyi ünnepek | A Merry Friggin' Christmas                           | Hóember (hangja)               |                  |
| 2015 | Kicsapongók                    | The D Train                                          | Bill Shurmur                   |                  |
| 2016 | Trollok                        | Trolls                                               | Pepi király (hangja)           | Papp János       |
| 2016 | A könyvelő                     | The Accountant                                       | Francis Silverberg             | Szacsvay László  |
| 2017 | 55 lépés                       | 55 Steps                                             | Mort Cohen                     |                  |
| 2017 | Sztálin halála                 | The Death of Stalin                                  | Georgij Malenkov               | Beregi Péter     |
| 2020 | Varázstábor                    | Magic Camp                                           | Roy Preston                    |                  |

## Fordítás
- Ez a szócikk részben vagy egészben  a   Jeffrey Tambor című angol Wikipédia-szócikk fordításán alapul.  Az eredeti cikk szerkesztőit annak laptörténete sorolja fel. Ez a jelzés csupán a megfogalmazás eredetét és a szerzői jogokat jelzi, nem szolgál a cikkben szereplő információk forrásmegjelöléseként.